# Heinrich Nordhoff
Heinz Heinrich Nordhoff (Hildesheim, 6 gennaio 1899 – Wolfsburg, 12 aprile 1968) è stato un dirigente d'azienda, imprenditore e ingegnere tedesco, noto per aver guidato la Volkswagen dalle ceneri del secondo dopoguerra e per averla risanata e ricostruita nonché presidente dal 1948 al 1967.

## Biografia
Figlio di un banchiere, si laureò all'Università Tecnica di Berlino dove divenne membro della confraternita cattolica romana Askania-Burgundia e nel 1927 iniziò a lavorare in BMW sui motori degli aerei.
Nel 1929 andò a lavorare in Opel, dove maturò esperienza nel settore automobilistico. Nel 1936 divenne direttore tecnico-commerciale e presentò al pubblico la Kadett.
Nel 1942 con la riduzione della produzione di autovetture a causa della guerra, subentrò a Gerd Stieler von Heydekampf come direttore di produzione presso lo stabilimento dell'azienda a Brandeburgo.
Nordhoff assunse la carica di presidente il 1º gennaio 1948. Durante il suo primo anno in Volkswagen, Nordhoff raddoppiò la produzione a 19 244 auto. Alla fine del 1961 la produzione annuale superava il milione di veicoli. Divenne noto per aver esportato il Maggiolino all'estero facendolo diventare un fenomeno a livello mondiale; sviluppò il settore delle esportazione e costrui impianti di produzione all'estero. 
Nel 1955, poco prima che la fabbrica di Wolfsburg celebrasse la sua milionesima Volkswagen, Nordhoff ricevette Ordine al merito di Germania.
Per il suo carisma nonché per il suo egocentrismo negli anni Cinquanta fu soprannominato dalla stampa tedesca "Re Nordhoff". Sotto la sua guida venne effettuata l'acquisizione della Auto Union nel 1964.
Nordhoff ebbe un infarto nell'estate del 1967 e morì nell'aprile 1968.

## Riconoscimenti
- Automotive Hall of Fame 1985